# Ginnastica ai Giochi della XXXIII Olimpiade - Trave
La finale alla trave ai Giochi della XXXIII Olimpiade di Parigi si è svolta al Palazzo dello Sport di Parigi-Bercy il 5 agosto 2024.
La competizione è stata vinta dalla ginnasta italiana Alice D'Amato, seguita dalla cinese Zhou Yaqin e dall'italiana Manila Esposito.
Grazie a questa medaglia, Alice D'Amato è diventata la prima ginnasta italiana a vincere una medaglia d'oro alle Olimpiadi. Contestualmente, Manila Esposito ha ottenuto la prima medaglia di bronzo olimpica per la ginnastica italiana.

## Programma
| Data           | Ora (UTC+1) | Turno                           |
| -------------- | ----------- | ------------------------------- |
| 28 luglio 2024 | 09:30       | Qualificazioni - Suddivisione 1 |
| 28 luglio 2024 | 11:40       | Qualificazioni - Suddivisione 2 |
| 28 luglio 2024 | 14:50       | Qualificazioni - Suddivisione 3 |
| 28 luglio 2024 | 18:00       | Qualificazioni - Suddivisione 4 |
| 28 luglio 2024 | 21:10       | Qualificazioni - Suddivisione 5 |
| 5 agosto 2024  | 12:35       | Finale                          |

## Risultati

### Qualificazioni
A causa della regola dei passaporti "two per country", l'accesso alla finale è consentito soltanto a due atlete per nazione.
| Pos. | Ginnasta        | Nazionalità | D. Score | E. Score | Penalità | Totale | Note |
| ---- | --------------- | ----------- | -------- | -------- | -------- | ------ | ---- |
| 1    | Zhou Yaqin      | Cina        | 6.6      | 8.266    |          | 14.866 | Q    |
| 2    | Simone Biles    | Stati Uniti | 6.4      | 8.333    |          | 14.733 | Q    |
| 3    | Rebeca Andrade  | Brasile     | 6.1      | 8.400    |          | 14.500 | Q    |
| 4    | Sunisa Lee      | Stati Uniti | 6.0      | 8.033    |          | 14.033 | Q    |
| 5    | Sabrina Voinea  | Romania     | 6.1      | 7.900    |          | 14.000 | Q    |
| 6    | Manila Esposito | Italia      | 5.6      | 8.366    |          | 13.966 | Q    |
| 7    | Alice D'Amato   | Italia      | 5.6      | 8.266    |          | 13.866 | Q    |
| 8    | Júlia Soares    | Brasile     | 5.6      | 8.200    |          | 13.800 | Q    |
| 9    | Sanne Wevers    | Paesi Bassi | 5.6      | 8.166    |          | 13.766 |      |
| 10   | Marine Boyer    | Francia     | 5.8      | 7.966    |          | 13.766 |      |
| 11   | Luo Huan        | Cina        | 6.2      | 7.533    |          | 13.733 |      |

### Finale
| Pos.    | Ginnasta        | Nazionalità | D. Score | E. Score | Penalità | Totale | Note |
| ------- | --------------- | ----------- | -------- | -------- | -------- | ------ | ---- |
| Oro     | Alice D'Amato   | Italia      | 5.8      | 8.566    |          | 14.366 |      |
| Argento | Zhou Yaqin      | Cina        | 6.6      | 7.500    |          | 14.100 |      |
| Bronzo  | Manila Esposito | Italia      | 5.8      | 8.200    |          | 14.000 |      |
| 4       | Rebeca Andrade  | Brasile     | 5.7      | 8.233    |          | 13.933 |      |
| 5       | Simone Biles    | Stati Uniti | 6.2      | 7.200    | 0.300    | 13.100 |      |
| 6       | Sunisa Lee      | Stati Uniti | 6.2      | 6.900    |          | 13.100 |      |
| 7       | Júlia Soares    | Brasile     | 5.3      | 7.033    |          | 12.333 |      |
| 8       | Sabrina Voinea  | Romania     | 5.8      | 5.933    |          | 11.733 |      |